# Elvis Prençi
Elvis Prençi (ur. 26 czerwca 1993 w Peshkopii) – albański piłkarz, były członek albańskich reprezentacji U-19 i U-21.